# Rhine (schip, 1886)
De Rhine was een ijzeren zeilschip dat op 10 december 1885 te water werd gelaten.
Het werd gebouwd voor Nourse Line door Russel & Company uit Glasgow en is genoemd naar de rivier de Rijn.
Het schip woog 1.691 ton en had een lengte van 78 meter, een breedte van 11,7 meter en een diepte van 7 meter.

## Migratie
Het werd voornamelijk gebruikt voor het transport van Indiase contractarbeiders naar de koloniën. Details van enkele van deze reizen zijn als volgt:
| Bestemming | Datum van aankomst | Aantal passagiers | Sterfgevallen tijdens de reis |
| ---------- | ------------------ | ----------------- | ----------------------------- |
| Trinidad   | 2 oktober 1888     | 677               | 5                             |
| Suriname   | 17 november 1890   | n.b.              | n.b.                          |
| Trinidad   | 13 december 1891   | 657               | 18                            |
| Trinidad   | 13 november 1892   | 664               | 11                            |
| Trinidad   | 23 oktober 1893    | 647               | 9                             |
| Trinidad   | 1 november 1895    | 680               | 10                            |
| Trinidad   | 13 december 1896   | 600               | 14                            |
| Fiji       | 30 augustus 1900   | 491               | n.b.                          |
| Trinidad   | 27 november 1902   | 587               | 2                             |
| Trinidad   | 18 februari 1904   | 621               | 2                             |
| Trinidad   | 9 mei 1905         | 612               | 4                             |
| Trinidad   | 9 maart 1906       | 512               | 2                             |

## Andere eigenaren
De Rijn werd in 1907 door Nourse Line verkocht aan RC Williams uit New Brunswick, Canada. In 1909 werd het doorverkocht aan WH Chandler, die het schip exploiteerde als Rhine Shipping Company in Montreal, Canada. In 1911 werd de Rhine Shipping Company verkocht aan GI Dewar uit Montreal.
Volgens ging het schip in 1915 naar Boston, waar het later werd doorverkocht aan W. McKissock. Die verkocht het schip 1923 aan EP Reiss uit Boston, die het als aak gebruikte.